# Procolax
Procolax är ett släkte av fjärilar. Procolax ingår i familjen tandspinnare.
Kladogram enligt Catalogue of Life:
| Procolax | \| \| Procolax apulana \| \| \| \| \| \| Procolax pohlana \| \| \| \| |
|          | \| \| Procolax apulana \| \| \| \| \| \| Procolax pohlana \| \| \| \| |
|          | Procolax apulana                                                      |
|          |                                                                       |
|          | Procolax pohlana                                                      |
|          |                                                                       |